# تلمبه صفاییه
تلمبه صفاییه، روستایی از توابع بخش مرکزی شهرستان انار در استان کرمان ایران است.

## جمعیت
این روستا در دهستان حسین‌آباد قرار دارد و براساس سرشماری مرکز آمار ایران در سال ۱۳۸۵، جمعیت آن ۳۵۸ نفر (۸۹ خانوار) بوده‌است.